# Hystricidae

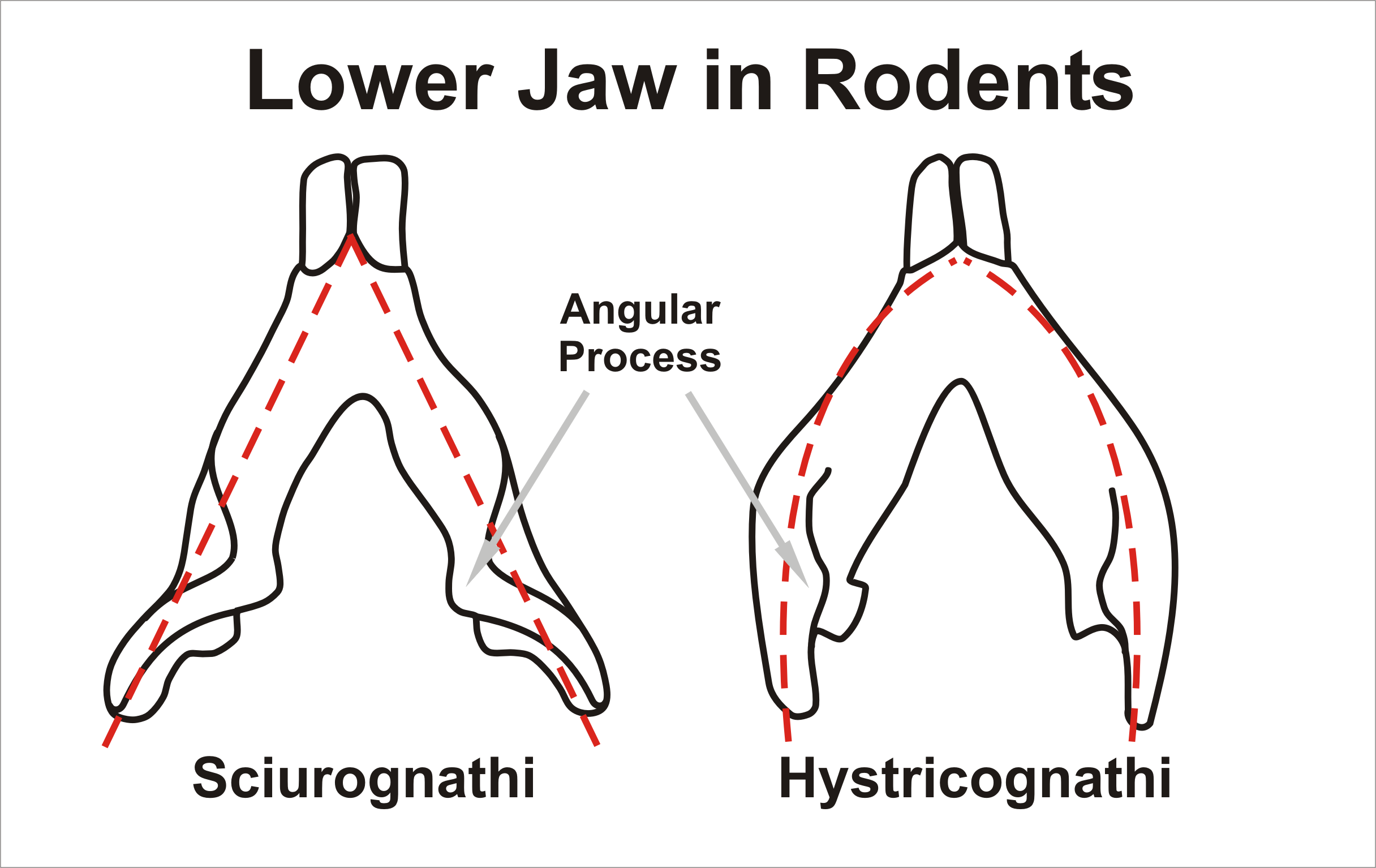
Fig.1

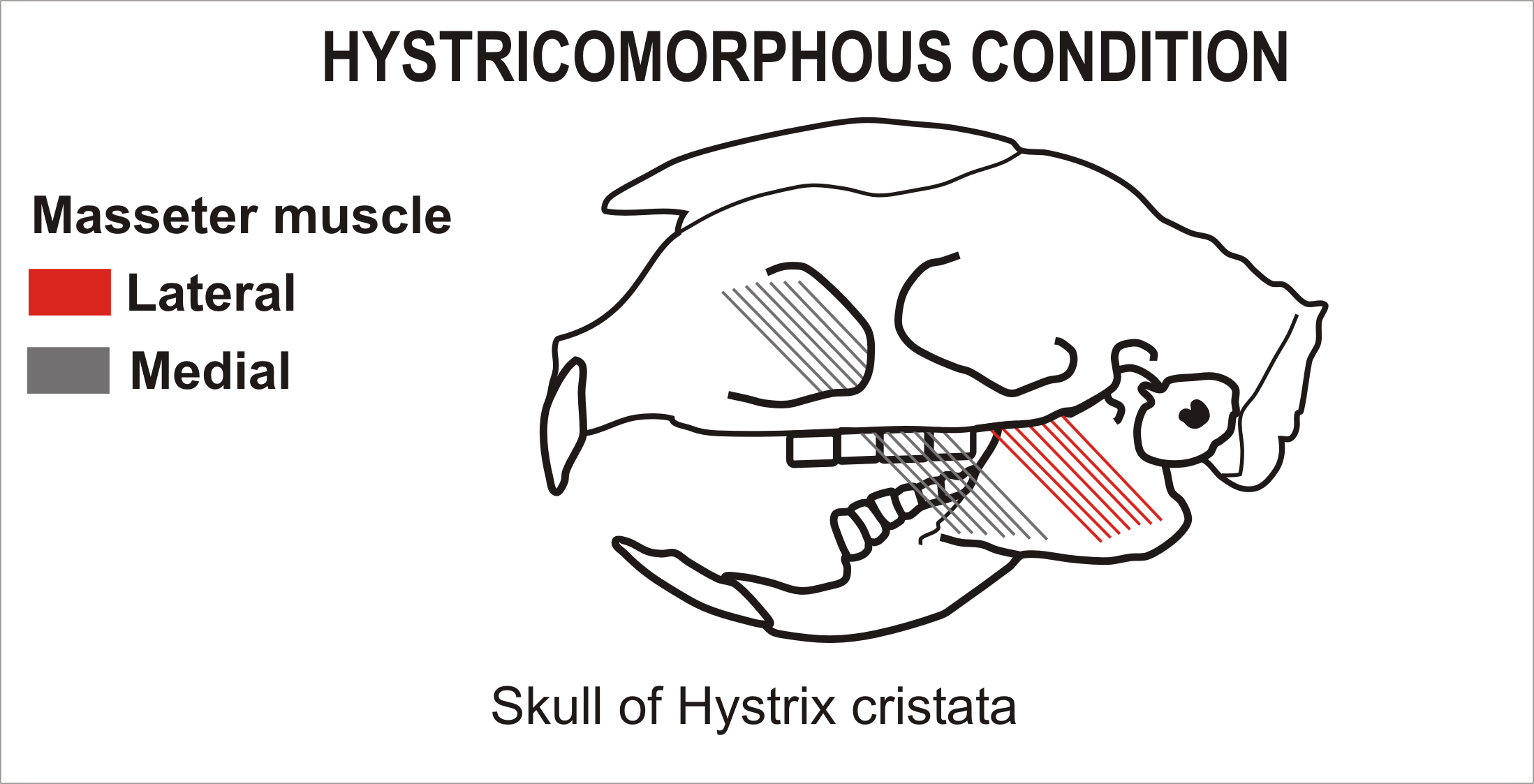
Fig.2

Gli Istricidi (Hystricidae Fischer de Waldheim, 1817) sono una famiglia di Roditori, del sottordine degli Istricomorfi comunemente noti come istrici o porcospini del vecchio mondo. 

## Descrizione

### Dimensioni
Questa famiglia comprende roditori di grandi dimensioni con una lunghezza della testa e del corpo tra 350 e 930 mm, una lunghezza della coda tra 25 e 260 mm e un peso fino a 30 kg.

### Caratteristiche craniche e dentarie
Il cranio presenta una cresta sagittale ben sviluppata, gli zigomi semplificati e la tendenza in alcune forme ad avere le ossa nasali allungate e rigonfie. La bolla timpanica è piccola, il processo para-occipitale non allungato. La mandibola è di tipo istricognato (Fig.1), il foro infra-orbitale è grande e la disposizione del muscolo massetere è di tipo istricomorfo (Fig.2). I denti masticatori sono quattro su ogni semi-arcata ed hanno la corona più o meno elevata, con delle radici parziali e con la superficie occlusale formata da rientranze profonde che isolano porzioni di smalto.

### Aspetto
Il corpo è robusto e ricoperto di aculei, estremamente lunghi sulla groppa, i quali raggiungono una struttura talmente specializzata non osservabile in nessun altro roditore. La testa è grande, gli occhi sono relativamente piccoli e le orecchie sono corte ed arrotondate. Gli arti sono corti, l'andatura è plantigrada ed ogni zampa possiede cinque dita fornite di artigli. Il palmo e le piante sono lisce. La coda può essere lunga ed avere un ciuffo terminale di setole oppure più corta e provvista di un gruppo di aculei particolarmente modificati. Le femmine hanno 2-3 paia di mammelle laterali.

## Distribuzione e habitat

Diffusione degli istrici

Questa famiglia è diffusa nel Vecchio Mondo, dall'Europa e l'Africa attraverso il Medio Oriente, l'Asia centrale e il Subcontinente Indiano fino all'Asia sudorientale, in particolare nell'Indocina, Sumatra, Giava, Borneo e parte delle Filippine, oltre a essere presente in Cina.

## Tassonomia
La famiglia si suddivide 3 generi viventi ed altrettanti estinti:
- La coda è corta, gli aculei sono grandi ed altamente specializzati, i molari hanno radici parziali.
  - Genere Hystrix
- La coda è lunga e termina con un ciuffo di lunghe setole, gli aculei non sono particolarmente modificati, i molari hanno la corona non elevata.
  - Genere Trichys
  - Genere Atherurus

Genere †Miohystrix
Genere †Xenohystrix
Genere †Sivacanthion

## Evoluzione
La famiglia è presente in Asia dal Miocene, dal Pliocene in Europa e dal Pleistocene in Africa.